# 라피크 할리시
라피크 할리시(아랍어: رفيق حليش, Rafik Halliche, 1986년 9월 2일 ~ )는 알제리의 전 축구 선수이다.

## 개인
- 2010년 아프리카 네이션스컵 국가대표
- 2010년 FIFA 월드컵 국가대표
- 2013년 아프리카 네이션스컵 국가대표
- 2014년 FIFA 월드컵 국가대표

## 수상
알제리
- 아프리카 네이션스컵 : 4위 (2010)